# Conservatorio Francesco Morlacchi

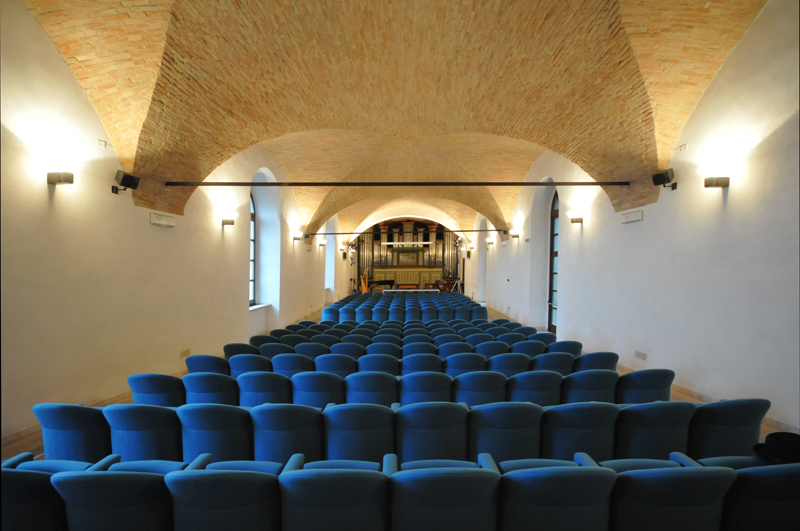
Auditorium del Conservatorio Francesco Morlacchi

Il conservatorio di musica "Francesco Morlacchi" è la prima Istituzione di alta cultura operante in Umbria e con sede a Perugia.
La nascita di una scuola di musica a Perugia risale al 1788, anno in cui giunge in città il compositore e operista napoletano Luigi Caruso (1754-1823).
Tra gli allievi della nuova Scuola e del maestro Caruso si distingue Francesco Morlacchi (1784-1841), importante compositore e operista perugino, che conquista il favore della Corte di Sassonia, diventando, nel 1811, maestro di cappella dell'Opera italiana a Dresda.
Tra il 1870 e il 1873, il direttore, Agostino Mercuri, intitola la scuola a Francesco Morlacchi, dopo averla trasformata in istituto musicale.

## Storia del Conservatorio
Caruso rimane a capo della scuola fino al 1823, anno della sua morte. Gli succede il perugino Giuseppe Rossi Buonaccorsi (Bonaccorsi), già suo allievo. Successivamente il Buonaccorsi è sostituito da Eugenio Tancioni, che diventa uno dei promotori della fondazione della Società filarmonica (1840), una società di cui faranno parte molti musicisti dell'orchestra cittadina.
Dal 1844 la direzione della scuola è assunta da Giuseppe Foraboschi (1806-1878) e, due anni più tardi, da Ulisse Corticelli (1821-1880), che ricopre l'incarico fino al 1870.
Il nuovo direttore, Agostino Mercuri, intitola la scuola, divenuta nel frattempo Civico istituto di musica, a Francesco Morlacchi.
Negli anni della sua direzione Mercuri istituisce dei nuovi corsi, in aggiunta a quelli già esistenti (canto e pianoforte, violino, strumenti a fiato): propedeutica e solfeggio, canto corale, violino e viola, pianoforte, canto e contrappunto.
Nel 1892 viene avviata una riforma dell'Istituto, sotto la guida del nuovo direttore Giuseppe Scudellari, che si impegna attivamente per quasi un decennio e nel 1902 passa la direzione a Giovanni Minguzzi, docente di pianoforte, armonica e contrappunto, ex direttore del liceo musicale di Ferrara.
Gli anni della direzione di Minguzzi sono ricchi di innovazioni: tra queste l'apertura di una cattedra di violoncello e contrabbasso, assegnata nel 1908 a Ferruccio Alberti.
Nel 1910 nasce il Trio perugino, formato dai due docenti di strumento ad arco (Giuseppe Lucietto e Ferruccio Alberti) e da quello di pianoforte (Giovanni Minguzzi), che svolge l'attività concertistica anche all'estero.
Dopo il suo trasferimento a Bologna, gli incarichi del Minguzzi vengono affidati ad Antonio Sani, dal 1913 al 1933. Alla sua scomparsa, la direzione dell'Istituto è assunta dal perugino Claudio Belati, che avvia una riorganizzazione generale, ponendo le basi per il pareggiamento del Liceo Musicale Francesco Morlacchi ai Conservatori di Stato (Regio Decreto dell'8 agosto 1942 n. 950).
Altri due momenti degni di memoria sono: il primo, nel 1944, la nascita dell'orchestra da camera del liceo musicale F. Morlacchi, primo nucleo di quella che sarebbe poi stata l'Orchestra da Camera di Perugia, ad opera dell'allora direttore Duilio Ghinelli (1913-1962) e, il secondo, nel 1974, la trasformazione dell'Istituto in Conservatorio di Musica di Stato, ad opera di Valentino Bucchi (1916-1976).

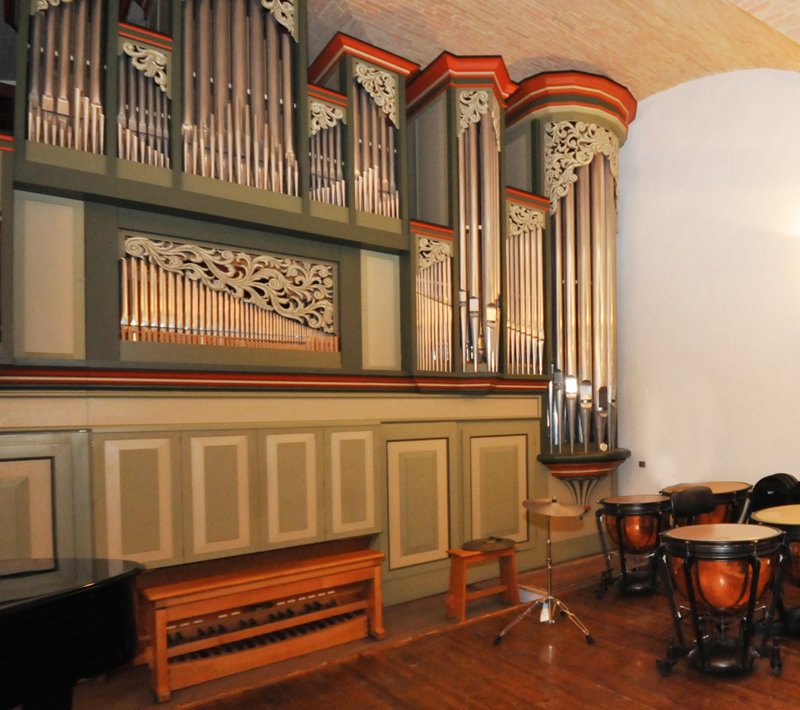
Organo del Conservatorio Francesco Morlacchi

Dal 1976, dopo la breve parentesi di Giacomo Saponaro, Eugenio De Rosa assume la direzione del conservatorio, avviando l'esperienza del liceo musicale sperimentale.
Nel periodo della direzione di Giuliano Silveri (1942), dal 1983 al 2008, la sede del Conservatorio viene trasferita da via Fratti a quella odierna di piazza Annibale Mariotti, in un edificio ristrutturato e arricchito dalla presenza nell'auditorium dell'organo Pinchi, costruito su progetto di Wjinand van de Pol e di Eugenio Becchetti, entrambi docenti del Conservatorio.
Con Silveri si avvia anche un'intensa attività concertistica dell'Orchestra Sinfonica di Perugia e dell'Umbria, da lui stesso costituita e diretta.
Nel 2008 diventa direttore il compositore Stefano Bracci, successivamente è subentrato Piero Caraba. Attualmente, vige la direzione del Maestro Luigi Ciuffa, dal 2019.